# Phrynomantis bifasciatus
Phrynomantis bifasciatus är en groddjursart som först beskrevs av Smith 1847.  Phrynomantis bifasciatus ingår i släktet Phrynomantis och familjen Microhylidae. IUCN kategoriserar arten globalt som livskraftig. Inga underarter finns listade i Catalogue of Life.